# フォルメンテラ島

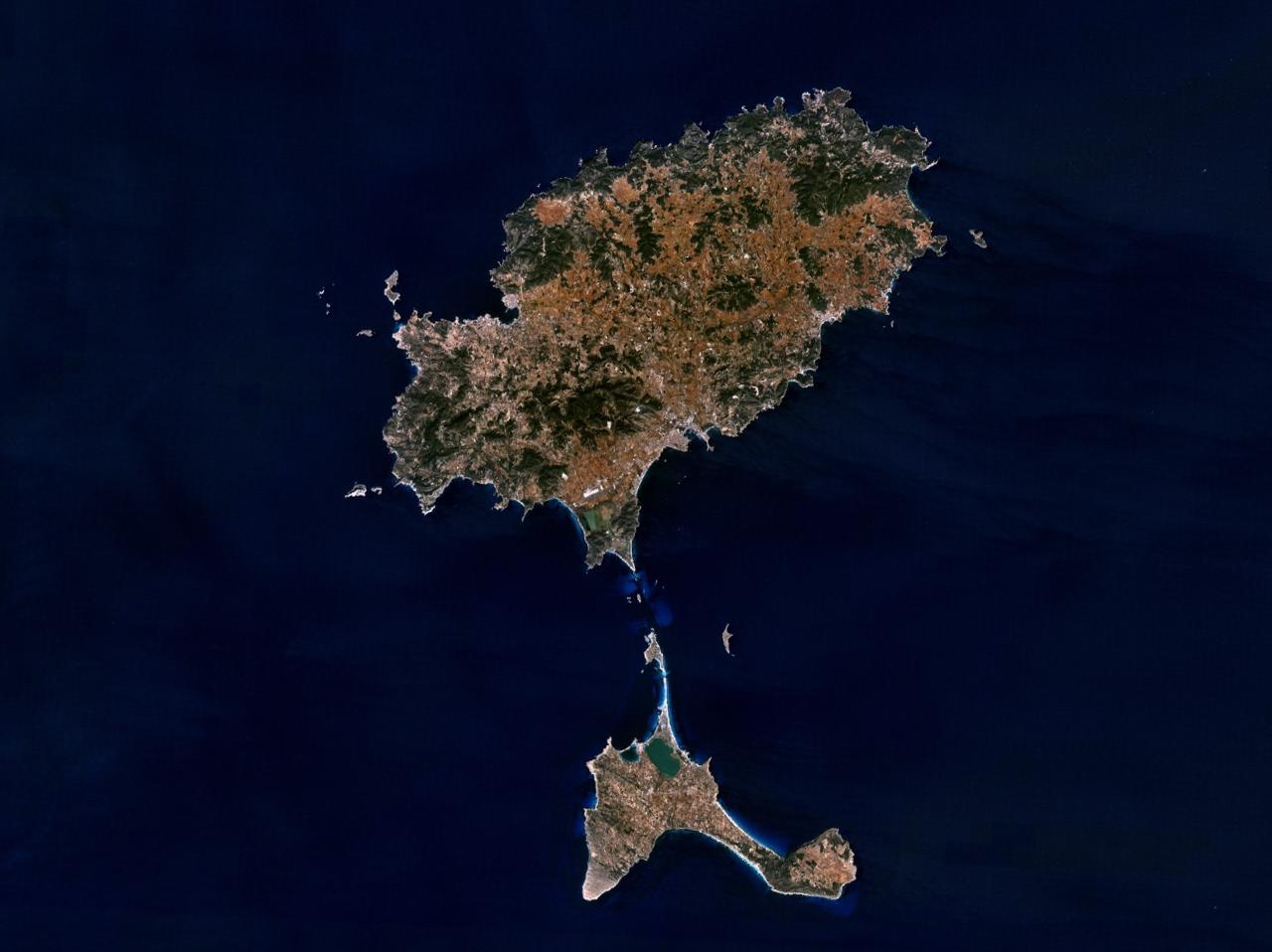
衛星写真。上がイビサ島、下がフォルメンテーラ島

フォルメンテーラ島 （-ふぉるめんてらとう、カタルーニャ語: Formentera 発音: [furmənˈteɾə] フルマンテーラ）は、地中海西部のバレアレス諸島にある島。イビサ島の南約6kmにあり、イビサ島などとともにピティウザス群島を構成している。行政的にはスペイン・バレアレス諸島州に属する。島全体で一つの基礎自治体であり、2002年調査時の人口は7,461人である。カタルーニャ語の方言が話されており、公用語はカタルーニャ語とスペイン語である。2007年には、ウィンドサーフィンのワールドカップ（17歳以下と、15歳以下）の開催地となった。
島内の主な村は、サン・フランセスク・シャビエル（Sant Francesc Xavier）、サン・フェラン・デ・セス・ロカス（Sant Ferran de ses Roques）、エル・ピラール・デ・ラ・モラ（El Pilar de la Mola）とラ・サビーナ（La Savina）である。イビザ島からの船のみで行ける静かな島であったが、スペイン本土からの観光客が増加したため、本土からの直行船がやってくるようになった。多くの美しい砂浜を持ち、裸での日光浴が許可されている場所（ヌーディストビーチ）もある。
フォルメンテーラ島の北には、小さな島のエスパルマドール島がある。引き潮になると、エスパルマドール島とフォルメンテーラ島は狭い砂州で陸続きになる。エスパルマドール島のさらに北側にはイビサ島があり、両島周辺の塩生植物およびビャクシン属の低木林が生える塩類平原は1993年にラムサール条約登録地となった。
島の名前は、穀倉地帯を意味するラテン語、フルメンタリウム（frumentarium）から派生したと言われてきた。

## 歴史
フェニキア人、古代ローマに支配され、その後西ゴート王国、東ローマ帝国、ヴァンダル族、アラブ人とめまぐるしく支配者が変わった。カタルーニャ人に征服されてアラゴン王国の一部となり、中世にはマヨルカ王国に属していた。
1529年のフォルメンテーラ島の戦いでオスマン帝国領となる。